# ملعب متروبوليتانو روبيرتو ميلينديز

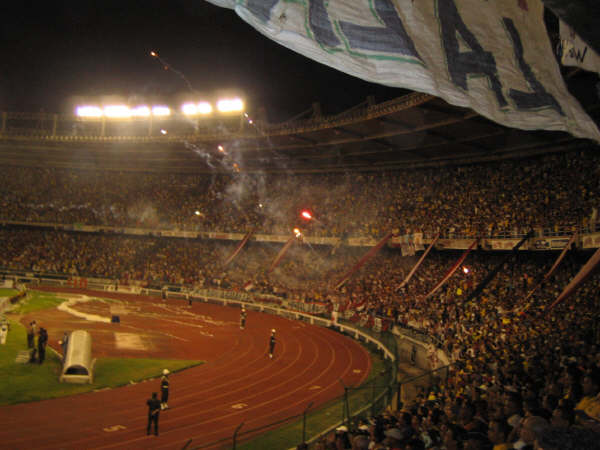

ملعب متروبوليتانو هو ملعب متعدد الاستخدام يقع في مدينة بارانكويلا الكولومبية. غالبا ما يتم استخدامه لمباريات كرة القدم. يسع الملعب لجلوس 60 ألف متفرج . يعتبر الملعب الرسمي الذي يخوض فيه منتخب كولومبيا مبارياته الدولية. تم افتتاح الملعب في سنة 1986.